# Carolyn Goodman
Carolyn Goodman, nata Goldmark (New York, 25 marzo 1939), è una politica statunitense, sindaco di Las Vegas dal 2011 al 2024. È la seconda donna sindaco di Las Vegas ed è sposata con il precedente sindaco Oscar Goodman. È anche fondatrice e presidente del The Meadows School.

## Biografia
Nata a New York nel 1939 da una famiglia ebrea, Goodman ha frequentato la Brearley School, quindi si è laureata in antropologia presso il Bryn Mawr College nel 1961. Lei e Oscar Goodman, suo marito,  si sono trasferiti a Las Vegas da Filadelfia nel 1964. Nel 1973 ha preso un master in consulenza presso l'Università del Nevada - Las Vegas.

## Carriera
Goodman è la fondatrice, presidente e fiduciaria emerita di The Meadows School. A Las Vegas lei e suo marito divennero attivi nella federazione ebraica locale. Alla fine, è diventata la leader della divisione femminile della federazione ebraica locale, una posizione che ha ricoperto per diversi anni. Ha ricevuto il premio Commitment to Education 2009 dalla United Way of Southern Nevada.
Il 7 giugno 2011, Goodman è stata eletta sindaco di Las Vegas con il 60% dei voti in un ballottaggio contro Chris Giunchigliani, ed è entrata in carica il 6 luglio 2011. È stata rieletta nel 2015 contro Stavros Anthony e diversi oppositori minori, e nell'aprile 2019 è stata rieletta per un terzo e ultimo mandato, con l'83,5% dei voti contro diversi oppositori minori, tra cui il politico locale Phil Collins.
Il 24 ottobre 2011, Goodman ha salutato il presidente Barack Obama all'aeroporto internazionale McCarran. Per quanto riguarda le osservazioni negative che Obama aveva fatto su Las Vegas due anni prima e che avevano fatto arrabbiare suo marito, il precedente sindaco, lei ha detto a Obama che "la lavagna è nuova di zecca e pulita", e gli ha regalato una delle sue fortunate fiche da sindaco.
Il 15 luglio 2015, Goodman ha approvato la candidatura di Ruben Kihuen per la Camera dei rappresentanti degli Stati Uniti nel 2016. Kihuen ha sconfitto il rappresentante in carica Cresent Hardy. Giorni dopo, ha approvato la candidatura di Joe Heck per il Senato. Il 3 agosto 2016, Goodman ha rifiutato di sostenere Hillary Clinton o Donald Trump nelle elezioni presidenziali del 2016, identificandosi come indipendente.